# Leuke (Mythologie)
Leuke (altgriechisch Λεύκη Leúkē, deutsch ‚Silber-Pappel‘) ist eine Nymphe der griechischen Mythologie.
Sie erscheint einzig in einem Kommentar des Servius zu den Eclogae Vergils, in dem sie als Tochter des Okeanos vorgestellt wird. Sie wird von Pluton aus Liebesgründen in die Unterwelt entführt. Nach Ablauf ihrer natürlichen Lebenszeit wird sie als Silber-Pappel in das Elysion versetzt. Mit dem Laub der Pappel bekränzt sich Herakles, als er nach Erfüllung seiner Aufgabe aus der Unterwelt zurückkehrt.